# Apogon neotes
Apogon neotes es una especie de pez de la familia de los apogónidos en el orden de los perciformes.

## Morfología
Los machos pueden llegar a alcanzar los 2,7 cm de longitud total.

## Distribución geográfica
Se encuentran en Indonesia, Papúa Nueva Guinea y Tonga.